# Gregorio Español
Gregorio Español (Astorga, 1560- después de 1630), fue un escultor que trabajó en las regiones de León y Galicia, donde fue uno de los más importantes introductores del manierismo, entre los siglos XVI y XVII. Su obra más relevante fue el nuevo coro de la Catedral de Santiago de Compostela.

## Biografía
Gregorio Español nació en la ciudad de Astorga, León, alrededor de 1560. Debió estar vinculado al taller de Gaspar Becerra (1520-1570), escultor andaluz que trabajó durante un tiempo en la diócesis de Astorga. 
En el año 1596 se trasladó a Santiago de Compostela, donde el cabildo de la sede le encargó un nuevo coro para el templo, en cuya obra trabajó junto a Juan Da Vila entre 1599 e 1608. Antes de esto, en 1598, fue llamado a Monforte de Lemos, para realizar un trabajo en el Colegio de Nuestra Señora de la Antigua. 
Español no se desvinculó de la diócesis asturicense, donde volvería para realizar diversos trabajos. Así, él se encargó del Sagrario de la iglesia parroquial de Biobra, en la comarca de Valdeorras. En 1630, seguía estando activo en Compostela, ya que se sabé que trabajó en el retablo de las Reliquias de la Catedral en colaboración con el retablista Bernardo Cabrera. Se desconoce la fecha de su muerte.
Parte de su obra está expuesta actualmente en el museo de Astorga.